# Platz der Vereinten Nationen (Berlin)
Der Platz der Vereinten Nationen ist ein Platz im Berliner Ortsteil Friedrichshain. Seine Vorgeschichte geht bis ins Jahr 1864 zurück, als er unter dem Namen Landsberger Platz angelegt wurde. Nachdem die umliegende Bebauung im Zweiten Weltkrieg weitgehend zerstört worden war, wurde der Platz 1950 in Leninplatz umbenannt und ab 1968 nach Plänen von Hermann Henselmann durch Heinz Mehlan neu gestaltet. Er wird seitdem von einem Ensemble von Plattenbauten geprägt, das als einer der Höhepunkte des DDR-Städtebaus gilt, seit 1995 unter Denkmalschutz steht und zwischen 1995 und 2001 saniert wurde. 1992 erhielt der Platz seinen heutigen Namen.

## Lage und Charakter
Der Platz grenzt im Nordosten an den Volkspark Friedrichshain und geht im Südwesten in das bis zum Alexanderplatz reichende Wohngebiet Karl-Marx-Allee II über. Am nordöstlichen Ende wird er durch die Friedenstraße begrenzt, am südöstlichen durch die Strausberger Straße, im Süden endet der Platz an der Lichtenberger Straße bzw. Palisadenstraße. Über ihn verläuft in West-Ost-Richtung die Achse Mollstraße – Landsberger Allee, eine stark befahrene Hauptstraße.
Der Platz ist zentral gelegen und verkehrstechnisch gut erschlossen. Drei Straßenbahnlinien (M5, M6, M8) und eine Omnibuslinie (142) queren den Platz, etwa 600 m südlich befindet sich der U-Bahnhof Strausberger Platz der Linie U5.
| \| Platz der Vereinten Nationen \| |
| Lage in Berlin                     |
| Platz der Vereinten Nationen       |

| Platz der Vereinten Nationen |

Die an die Straßen angrenzenden Freiflächen vor den Gebäuden sind (mit teilweiser Ausnahme des Südwestabschnitts) als Grünanlagen mit einer Gesamtfläche von über 30.000 m² ausgeführt, denen stadtklimatisch hohe Bedeutung zukommt. Sie kühlen den Platz und führen zugleich von Norden aus dem Volkspark Kaltluftströme nach Süden. Die Auswirkungen des starken Verkehrs, darunter hohe Lärmbelastungen, mindern allerdings die Aufenthaltsqualität in den Grünanlagen, die daher im Wesentlichen als Übergangsflächen zwischen Wohn- und Straßenraum dienen.

## Geschichte

### Vorgeschichte – Landsberger Tor und Platz seit dem 19. Jahrhundert

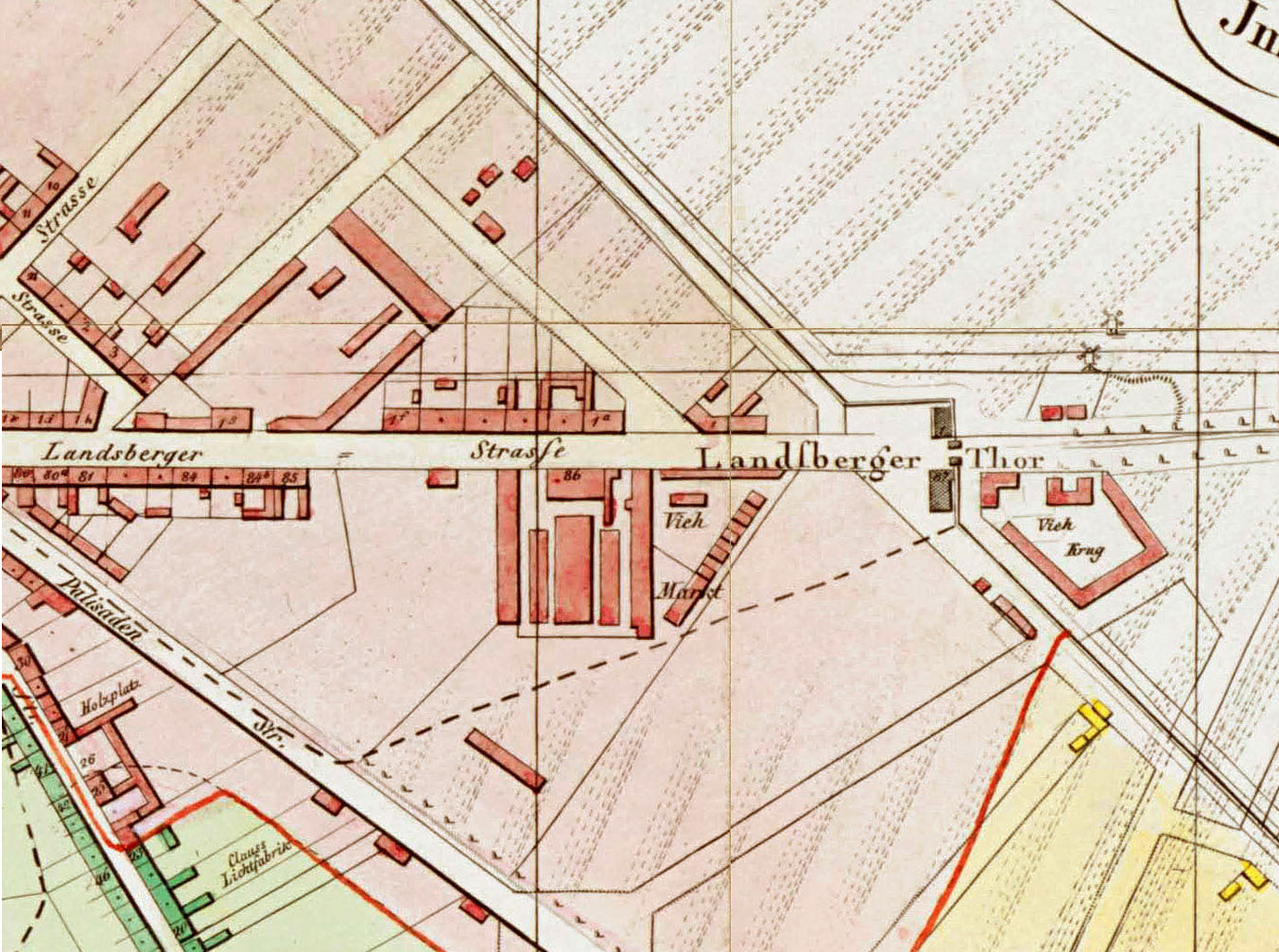
Gegend vor dem Landsberger Tor, 1846

An der Stelle des heutigen Platzes befand sich seit dem 18. Jahrhundert das Landsberger Tor, für das 1802 mit dem Ausbau der Berliner Zoll- und Akzisemauer ein massives Torgebäude errichtet wurde. Die Gegend war traditionell ein Areal von Viehhandel und Schlachthöfen, seit 1825 auch Sitz des Quasimonopolisten Klaegerscher Viehmarkt. Auf Beschluss der Berliner Stadtverordnetenversammlung von 1840 wurde zwischen 1846 und 1848 vor dem Tor zu Ehren Friedrichs II. der Friedrichshain errichtet. Die Parkanlage, deren Haupteingang sich zum Tor hin öffnete, wurde (im Gegensatz zum gediegenen Tiergarten) vor allem durch die Arbeiter der nahen Königsstadt und der Stralauer Vorstadt genutzt. In einem Gedicht hielt Gottfried Keller Anfang der 1850er Jahre seinen Eindruck eines Sonntags im Friedrichshain mit den Worten fest: „Aus den Thoren summt und brummt es, / Und das Weichbild schwirrt von Geigen; / Fernhin watet in dem Sande / Staubaufregendes Volk Berlins.“

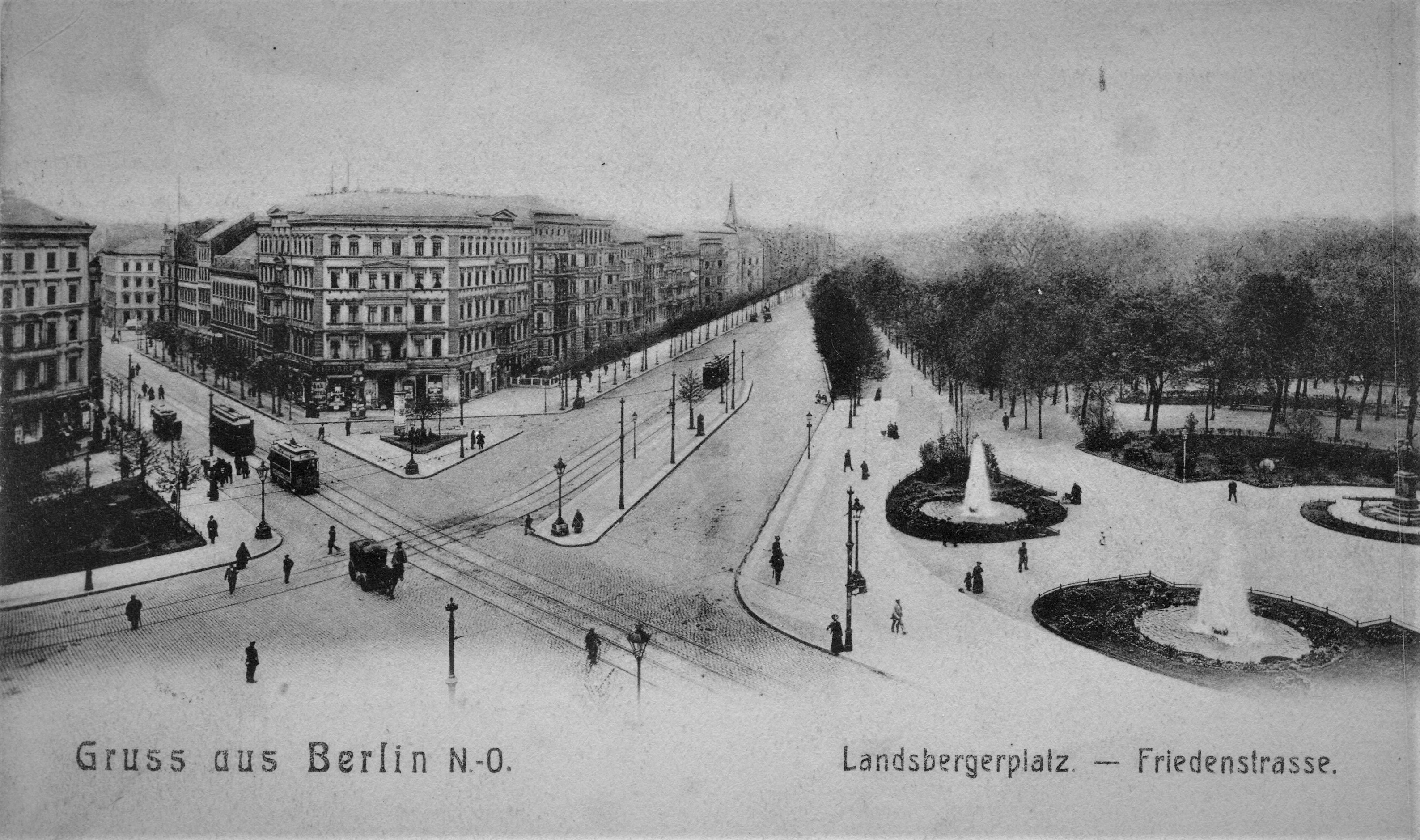
Landsberger Platz um 1910. Rechts der Volkspark, Mitte links steht heute das Wohnhochhaus, am linken Bildrand beginnt der „Bumerang“

Nach der Demontage von Tor und Mauer erhielt der Platz zunächst den Namen Am Landsberger Thor. War die Gegend noch in den 1850er und 1860er Jahren nur wenig bewohnt, schob sich ab den 1860er Jahren die Bebauung von der Innenstadt her näher an den Platz heran. Anfang der 1870er Jahre bildeten sich am Platz illegale Barackenlager, in denen obdachlos gewordene Berliner, darunter auch zahlreiche Familien, Unterkunft fanden. Im August 1872 rückte in der Nacht Polizei an und räumte das Barackenlager, die Bewohner sollten im Arbeitshaus am Alexanderplatz unterkommen. Ähnliche Ereignisse am Frankfurter Tor hatten kurz zuvor zu den Blumenstraßenkrawallen geführt.
1875 wurde der Platz in Landsberger Platz umbenannt. Julius Rodenberg, der noch 1872 die Gegend als "keine besonders fashionable Gegend" charakterisierte, die Leute lebten und wohnten dort in seinen Augen "nicht übel, aber es sind andere Leute als wir", besuchte 1880 den Landsberger Platz erneut und schwärmte vom „wirklich großstädtischen Anblick […]: Zu beiden Seiten ausgedehnt liegt eine prachtvolle neue Straße: die Friedenstraße – links, wo die Kommunikation am Königstor war, ihr vornehmerer Teil, mit wahrhaft herrschaftlichen Häusern an einer schönen Promenade, rechts, wo die Kommunikation am Landsberger Tor war, eine Straße, wie einer von den Pariser äußern Boulevards, in der Mitte mit Bäumen bepflanzt und so breit wie in Berlin etwa nur noch die Straße Unter den Linden. […]. Da fahren die Pferdebahnen, da kreuzen sich die Wagen und die Omnibusse, da drängeln sich die Menschenhaufen auf dem weiten, offenen Platz.“ Hingegen berichtete der Journalist Hans Richard Fischer nur acht Jahre später über einen Gang von der Büschingstraße hin zum Landsberger Tor vor Pfingsten: „Frohe, scherzende Paare, arme, für diesen Tag alles Leid vergessende Näherinnen, Männer der Arbeit mit ihren Frauen und Kindern wandelten langsam dahin. Und zwischen ihnen, je näher das Landsberger Thor kam, zerlumpte, in Fetzen gehüllte Proletariergestalten. Hier und da heruntergekommene, nach Möglichkeit den Schein noch wahrende Passanten, denen trotz alledem der Stempel der Obdachlosigkeit gleich einem Brandmal auf die Stirn eingegraben war.“
Vor 1937 zählten die Wohnverhältnisse in der Gegend um den Alexanderplatz zwischen Landsberger Allee und der späteren Karl-Marx-Allee mit 1500 Einwohnern pro Hektar, zahlreichen Hinterhöfen und Mietskasernen zu den am schlechtesten beleumundeten Berlins. Im Zweiten Weltkrieg wurde die Bebauung am Platz fast vollständig zerstört. Nachdem die Kriegstrümmer der Wohnhäuser am Landsberger Platz beseitigt waren, erhielt der Platz 1950 den neuen Namen Leninplatz nach Wladimir Iljitsch Lenin. Zu dieser Zeit lag das Zentrum des noch kleinen Platzes wenige hundert Meter östlich der heutigen Position an der Kreuzung Friedenstraße/Leninallee.

### Vom Leninplatz zum Platz der Vereinten Nationen

#### Planungshintergrund

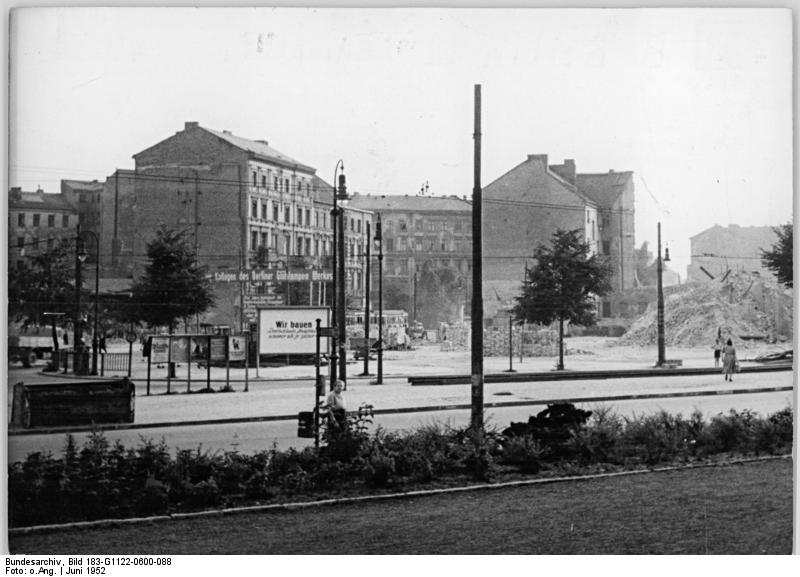
Am Leninplatz im Juni 1952

Bereits 1953 hatte Karl Menzel, verantwortlich für den Berliner Raumordnungsplan, für den dem wiederaufgebauten Volkspark Friedrichshain mit seinen „Trümmerbergen“ vorgelagerten Platz eine „besondere städtebauliche Gestaltung“ festgelegt. Der 1961 neu aufgestellte Bebauungsplan für das Stadtzentrum sah den Leninplatz darüber hinaus als östlichen Eingang zum Stadtzentrum und Verkehrsknotenpunkt vor. Im November 1967 beschloss das Politbüro der SED dann die Neugestaltung des Leninplatzes, und ein Wettbewerb für dessen Gestaltung wurde ausgeschrieben. Er sollte städtebaulich an das neue Viertel (Karl-Marx-Allee II) zwischen und hinter dem Strausberger Platz und dem Alexanderplatz anknüpfen sowie den westlichen Teil des Volksparks Friedrichshain mit dem Trümmerberg einbeziehen.

#### Planung

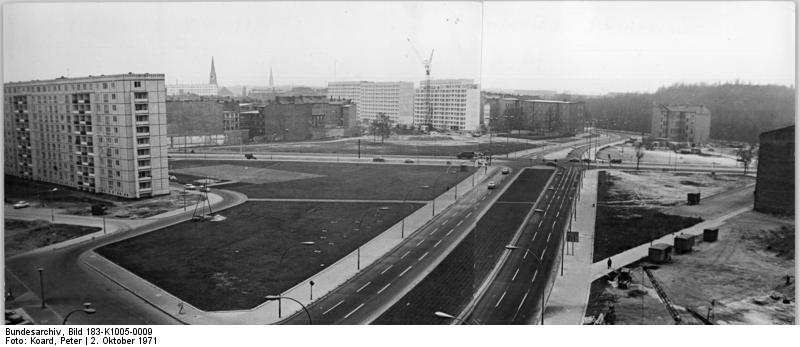
Enttrümmerter Leninplatz 1968 vor Baubeginn, teils noch mit alter Bebauung; links die 1966 errichtete Doppelscheibe

Für die Gestaltung des neuen Platzes wurden sechs Entwürfe eingereicht. Der Siegerentwurf von Hermann Henselmann orientierte sich an der Achse zwischen Strausberger Platz und Volkspark Friedrichshain und erweiterte so den bisherigen Leninplatz leicht nach Westen. An der Kreuzung im Zentrum des Platzes war ein Bibliothekspavillon vorgesehen, der eine Fahne darstellen sollte, die sich spiralförmig vom Platz aufschwingt und steil in eine Vertikale übergeht, die vom dahinterliegenden, siebenfach von 9 bis 24 Stockwerken gestaffelten Wohnhochhaus aufgenommen und fortgeführt wird. Nördlich dieser Gruppe war an der Spitze des Platzes eine Kaufhalle mit rund 500 m² Fläche geplant. Dahinter sollte eine breite Treppe von der Nordspitze des Platzes durch den Volkspark direkt auf eine neu zu errichtende Aussichtsplattform auf dem Kleinen Bunkerberg führen und so die geforderte Brücke in den Volkspark schlagen.
Das Wohnhochhaus als Dominante sollte von zwei elfgeschossigen, lang geschwungenen Wohnbauten westlich und südlich eingerahmt werden. Auf der südwestlichen Freifläche, vor dem Übergangsbau zum Wohngebiet an der Karl-Marx-Allee, war bereits seit 1964 ein Parkhaus projektiert.

#### Bau

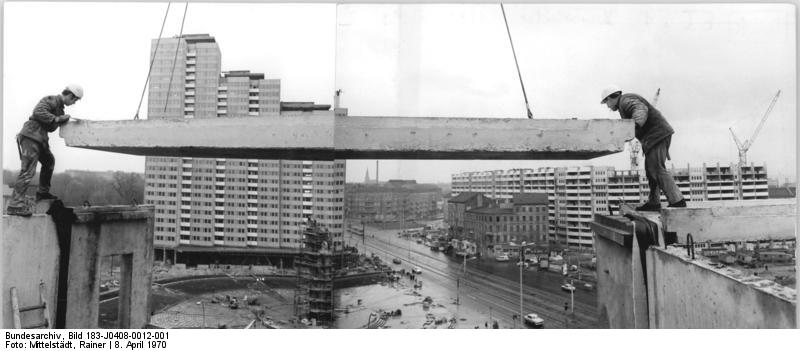
Bauarbeiten an der „Schlange“, April 1970

Der Entwurf von Henselmann wurde vom Kollektiv um Heinz Mehlan ausgeführt und zuvor vom Bezirksbauamt an einigen Punkten verändert. Das Hochhaus wurde aus Kostengründen statt siebenfach nun dreifach abgestuft und das Bibliotheksgebäude durch ein konventionelles Denkmal von Lenin ersetzt. Das Parkhaus im Südwesten wurde gestrichen, an seine Stelle wurde die Kaufhalle verschoben. Dem Wohnhochhaus wurde ein Flachbau vorgelagert, der Raum für Gaststätten und kleine Geschäfte bot. Der gebogene Bau im Südosten des Platzes („Bumerang“) wurde nach Süden gekürzt (später wurde die Lücke durch zwei WBS-70-Bauten geschlossen) und an seinem nordöstlichen Ende ein rechtwinkliges Abschlusselement gestrichen. Ebenfalls nicht verwirklicht wurden Treppe und Aussichtsplattform auf dem Kleinen Bunkerberg.

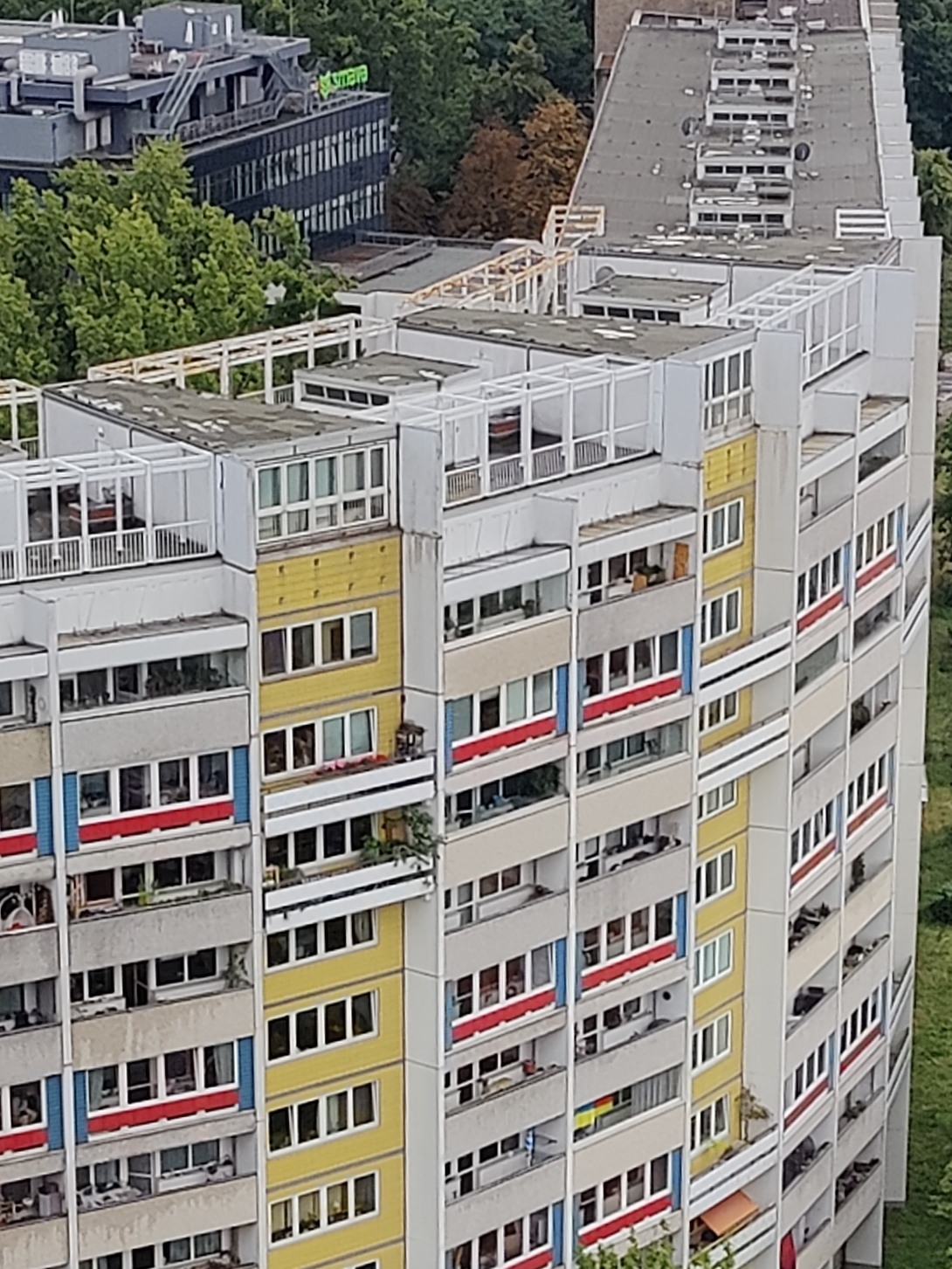
Kurvung des „Bumerang“ mit den trapezförmigen Sonderachsen in Gelb, 2024

Der kurvige Grundriss der beiden rahmenden Gebäude wurde durch neu entwickelte trapezförmige Sonderachsen (entworfen von Wilfried Stallknecht) ermöglicht. Dies erlaubte den Bruch mit dem bisher stets rechtwinkligen Bauen und stellte neben der durchgängigen Bestückung der Wohnungen mit Loggien eine der wichtigsten Neuerungen der Bauten dar. Durch Farb- und Materialwechsel gelang eine „freundliche und fast verspielte“ Gestaltung der Fassaden. Die Raumtiefe der Schlafzimmerseite wurde vom bisherigen Standard von 3,60 m auf 4,80 m vergrößert, wodurch den Mietern mehr Raum gegeben wurde. Die Sonderachsen für Aufzüge und Kurven ermöglichten eine im Vergleich zum Standard rund 12 % höhere Belegung der Wohnungen.
Die Grundsteinlegung erfolgte unter Anwesenheit von Walter Ulbricht und des Ost-Berliner Oberbürgermeisters Herbert Fechner im Zuge einer politischen Massenveranstaltung am 7. November 1968, dem 51. Jahrestag der Oktoberrevolution. Bis 1970 entstand ein völlig neues Stadtquartier mit 1286 Wohnungen für rund 4200 Bewohner. Am 19. April 1970, dem Vorabend des einhundertsten Geburtstags von Lenin, wurde gleichzeitig mit der Enthüllung des Lenindenkmals im Rahmen einer Großkundgebung mit 200.000 Teilnehmern der neue Platz offiziell eingeweiht.

#### Nach der Wende

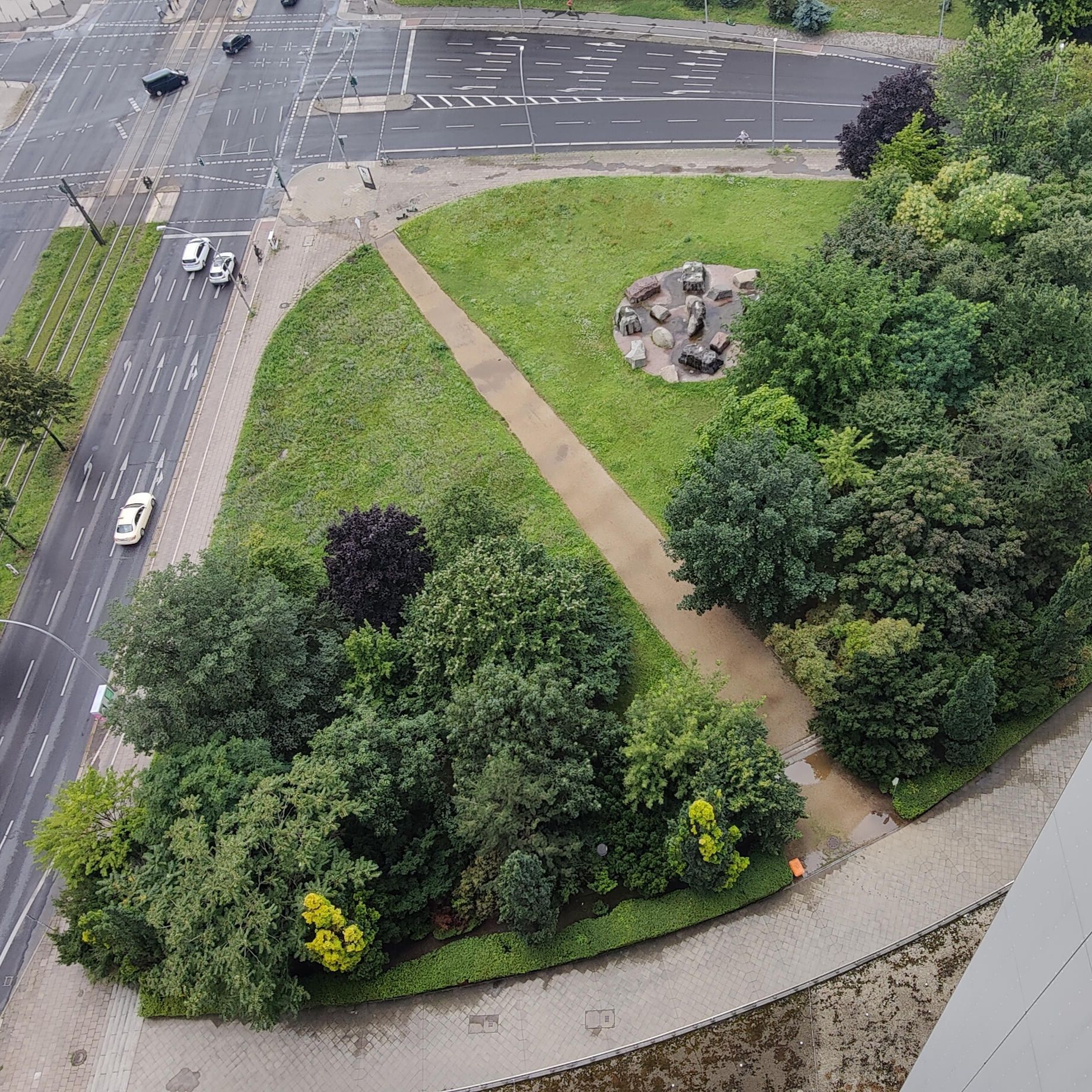
Grünanlage am ehemaligen Standort des Berliner Lenindenkmals, 2024

Kurz nach der politischen Wende beschloss die Bezirksverordnetenversammlung Friedrichshain den Abriss des Lenindenkmals. Damit begann eine hitzige Debatte um den Erhalt, die im November 1991 mit dem Abriss endete. Nach dem Abriss des Lenindenkmals blieb dessen ehemaliger Standort vorerst frei.
Im Zuge der Umbenennungen von Straßen und Plätzen in Berlin nach der Wiedervereinigung wurde der Leninplatz am 13. März 1992 in Platz der Vereinten Nationen umbenannt. Seit 1994 steht an der Stelle des Denkmals ein von Adalbert Maria Klees entworfener Springbrunnen. Auf einer Natursteinfläche sind insgesamt 14 große Findlinge platziert; in der Mitte des Ensembles befinden sich fünf grob behauene Granitsteine, sie stellen die fünf bewohnten Erdteile dar und sind nach den Kontinenten, auf denen sie gefunden wurden, benannt und mit kleinen Schildern entsprechend gekennzeichnet.

#### Sanierung
Nach der politischen Wende erwiesen sich fast alle Plattenbautypen als sanierungsbedürftig. Bereits 1994 begann die Innensanierung der Gebäude am Platz der Vereinten Nationen. Die Wohnungsbaugesellschaft Friedrichshain (WBF) als Eigentümerin tauschte die Heizungen und Aufzüge aus, sanierte die Bäder, setzte die Dächer instand und modernisierte die Hauseingänge.
Drängender war jedoch die Sanierung der Fassaden. Die Fugen der Plattenfertigteile waren teils undicht, die Holzverbundfenster verschlissen, an den Loggien gab es Betonschäden und die Wärmedämmung war unzureichend. Den Anfang 1995 ausgeschriebenen Gestaltungswettbewerb gewann für Bumerang und Schlange das Architekturbüro Klaus Theo Brenner, für das Hochhaus Hans-Albrecht Schilling. Während Brenner zusammen mit Gerold Perler in ihrem Konzept den Originalzustand zu erhalten oder wiederherzustellen suchten, erfuhr das Hochhaus mit seiner Waschbetonfassade eine stärkere Umgestaltung. 1998 wurden Fassadenerneuerung und Wärmedämmung abgeschlossen, 2001 war die Sanierung vollständig.

## Bauten
Die Bebauung des Platzes besteht aus drei großen Gebäuden als Ensemble sowie im Südwesten einem weiteren Wohngebäude und einer Kaufhalle, die nicht Teil des Entwurfs von Henselmann oder Mehlan waren und auch nicht unter Denkmalschutz stehen. 2022 wurde ein neues Wohngebäude an der Mollstraße errichtet (22a).
Für die beiden langgezogenen, geschwungenen Bauten werden nach ihrer charakteristischen Form die Begriffe „Bumerang“ bzw. „Schlange“ verwendet, die sich auch in der Fachliteratur finden.

### Hochhaus, Hausnummern 1–2

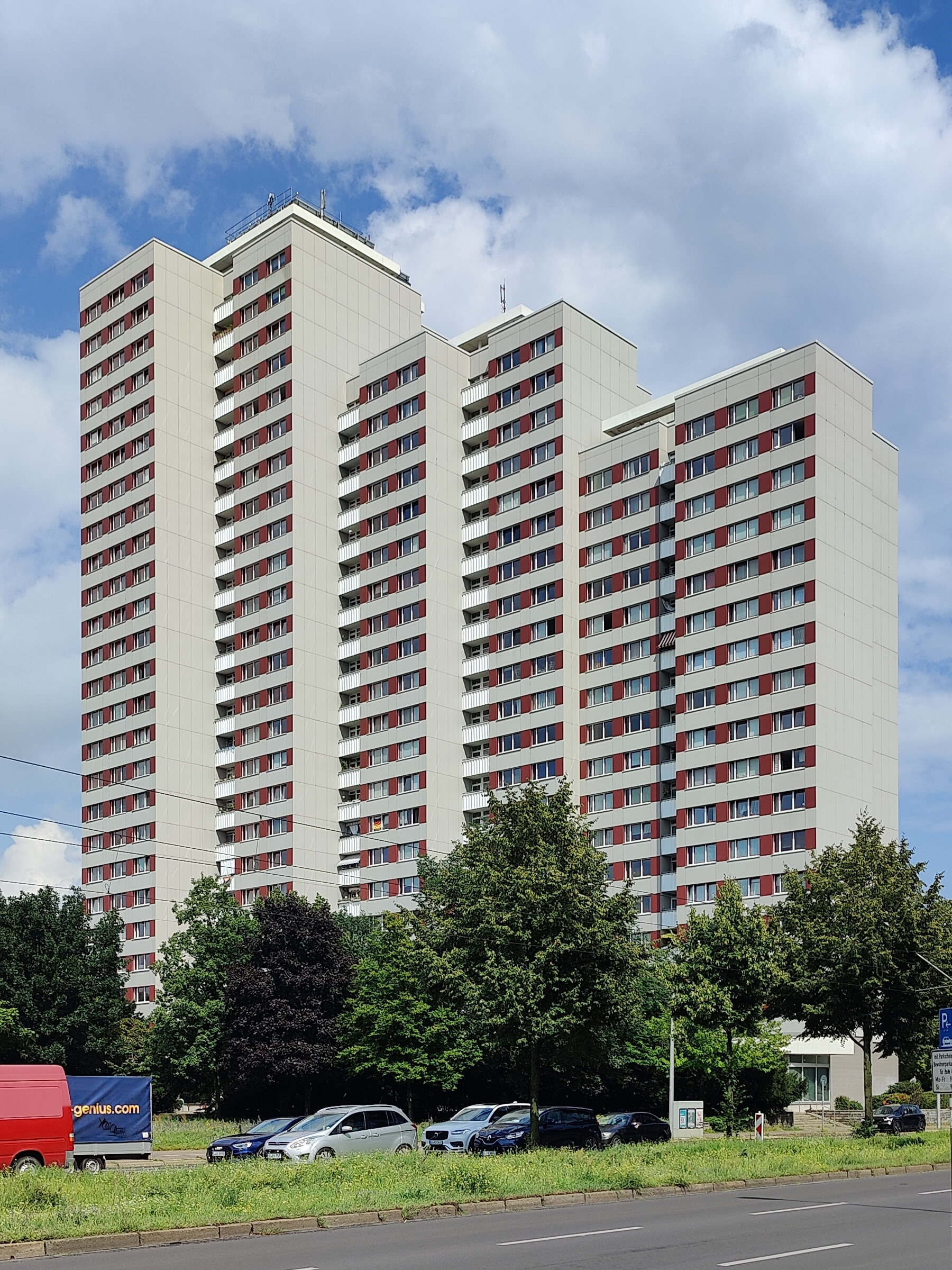
Wohnhochhaus, 2024

Das Hochhaus an der nordöstlichen Ecke des Platzes ist eine Ableitung des Typs WHH GT und von Nord nach Süd dreifach abgestuft von 25 auf 21 und dann auf 17 Geschosse. Es erreicht eine Höhe von bis zu 74,45 m, ist 69,47 m lang und 28,59 m breit.
Es bietet Raum für 280 Wohnungen, darunter 24 Einraumwohnungen (34,14 m²), 92 Zweiraumwohnungen (45,55–58,49 m²), 163 Dreiraumwohnungen (66,99–77,87 m²) und eine Vierraumwohnung (81,97 m²). 144 der Wohnungen haben Loggien, einige der obersten Geschosse verfügen über eine Dachterrasse. Das Erdgeschoss des Turmbaus bildet einen Anbau mit Geschäftsräumen sowie einer Gaststätte.
Der Bau ist auf einer 1500 mm dicken, durchlaufenden Stahlbetonplatte gegründet und wurde in Querwandbauweise auf einem Grundraster von 3,60 m × 3,60 m errichtet. Die Außenwände bestanden aus zwei Schichten Schwerbeton, zwischen denen eine Schicht Styropor als Dämmstoff eingesetzt war. Alle Elemente wurden im Betonwerk Grünauer Straße gefertigt. Ursprünglich bestand die Fassade aus grauen Waschbetonplatten, und die Brüstungen der Loggien waren mit weißem Wellblech verkleidet. Die Sanierung erforderte eine Veränderung, seither ist die Fassade weiß mit rostroten Partien zwischen den Fenstern.
1999 richtete die damalige Eigentümerin, die Berliner Wohnungsbaugesellschaft Friedrichshain (inzwischen aufgegangen in der WBM Wohnungsbaugesellschaft Berlin-Mitte) im Hochhaus einen Concierge-Service ein.

### Bumerang, Hausnummern 3–12

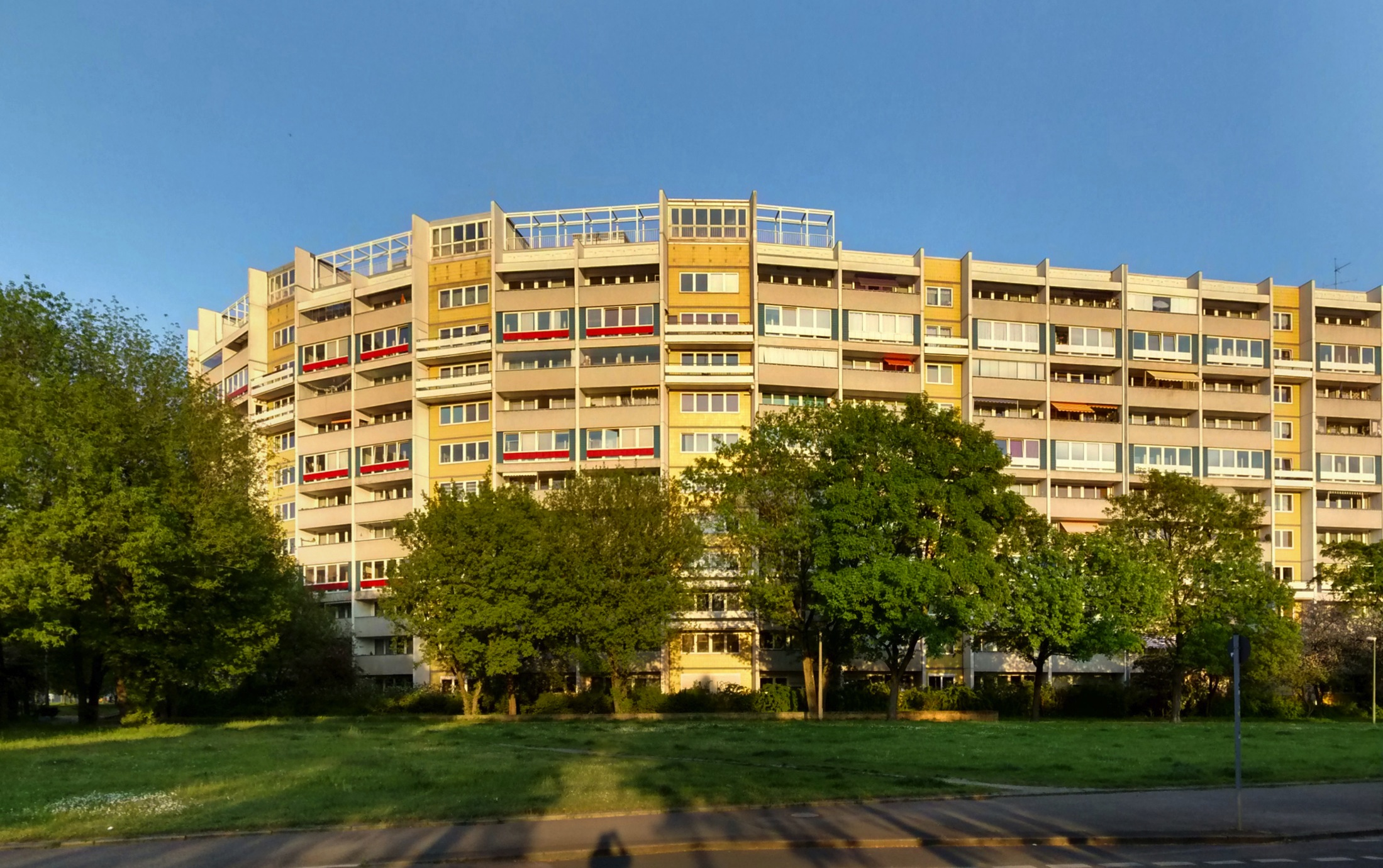
„Bumerang“, 2016

Das elfgeschossige Haus (Hausnummern 3–10) ist eine Abwandlung des Fertigbautyps P2/11, nach der Sanierung mit hinterlüfteter Vorhangfassade und Keramikverkleidungen. Typisch ist die zweispännige Gestalt, welche die Wohnräume zu den beiden Außenseiten legt und die Erschließung durchs Innere, wodurch Bäder und Küchen fensterlos bleiben. Regelhaft liegen sich je Baueinheit zwei Dreizimmer-Wohnungen gegenüber. Durch eingeschobene Sonderachsen, die Raum für den nur im 4., 7. und 10. Geschoss haltenden Aufzug schaffen, kommen in den anderen Geschossen auch Vierzimmerwohnungen zustande. Vom Aufzug abgehende Verbindungsgänge im 4., 7. und 10. Geschoss sowie die Eingangsbereiche im Erdgeschoss lassen auch Ein- oder Zweizimmerwohnungen vorkommen. Über die Dachlinie hinaus ragen in der Kurvung des Gebäudes vier Künstlerateliers, die zu den darunter liegenden Wohnungen gehören, zwischen ihnen befindet sich jeweils eine Terrasse.

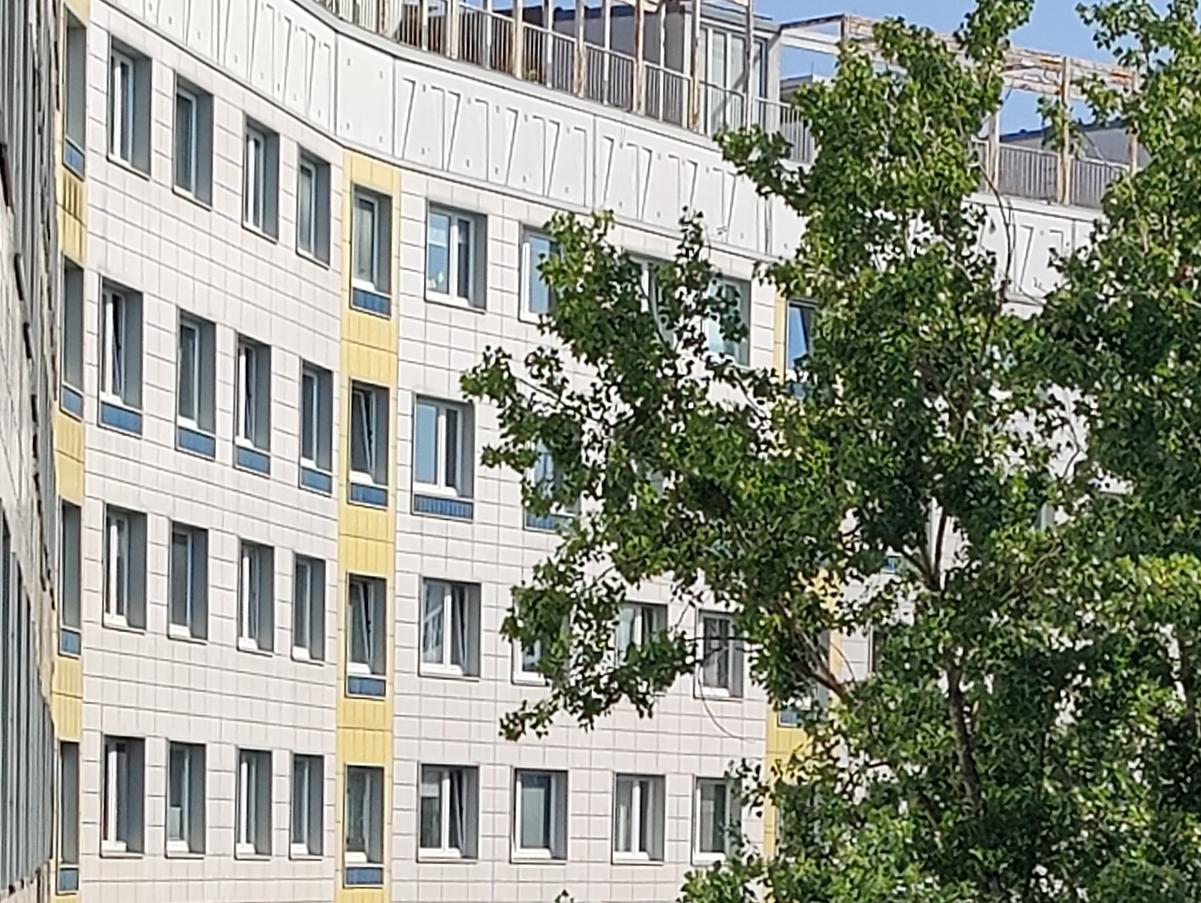
Hoffassade „Bumerang“, 2024

An der Straßenfassade stechen die vertikalen Sonderachsen durch ihre gelbe Verkleidung farblich aus dem weißgrauen Grundton der Brüstungen aus Marmorsplit heraus. Für ein ausgleichendes horizontales Linienwerk sind die Loggien im 4., 7. und 10. Geschoss verglast, und in den sonst nur mit Fenstern versehenen Sonderachsen sind zusätzlich Balkone angebracht. Die ebenfalls gelben, dicht zueinander stehenden Sonderachsen in Trapezform, die in der Kurve für die Biegung des Baus sorgen, betonen die gekrümmten Abschnitte gemeinsam mit den erhöhten Ateliers und schmalen, roten Brüstungen der Loggien. In der Mitte der Kurve, die an den Straßenrand grenzt, befindet sich ein Durchgang für Fußgänger.
Die Hoffassade ist flächig und nur durch die vom Weißgrau abweichend gelbe Farbe der Verkleidung an den Sonderachsen sowie blaue Tafeln auf der Fensterbrüstung strukturiert. Die Betondekorationen an Giebel und Drempel wurden im Zuge der Sanierung durch bemalte Keramikplatten ersetzt.
Insgesamt hat der Bumerang 374 Wohnungen. 1987 wurden am südlichen Ende noch zwei auch äußerlich verschiedene Einheiten des Typs WBS 70 angebaut (Hausnummern 11 und 12). Sie bieten Raum für weitere 108 Wohnungen.

### Schlange, Hausnummern 23–32

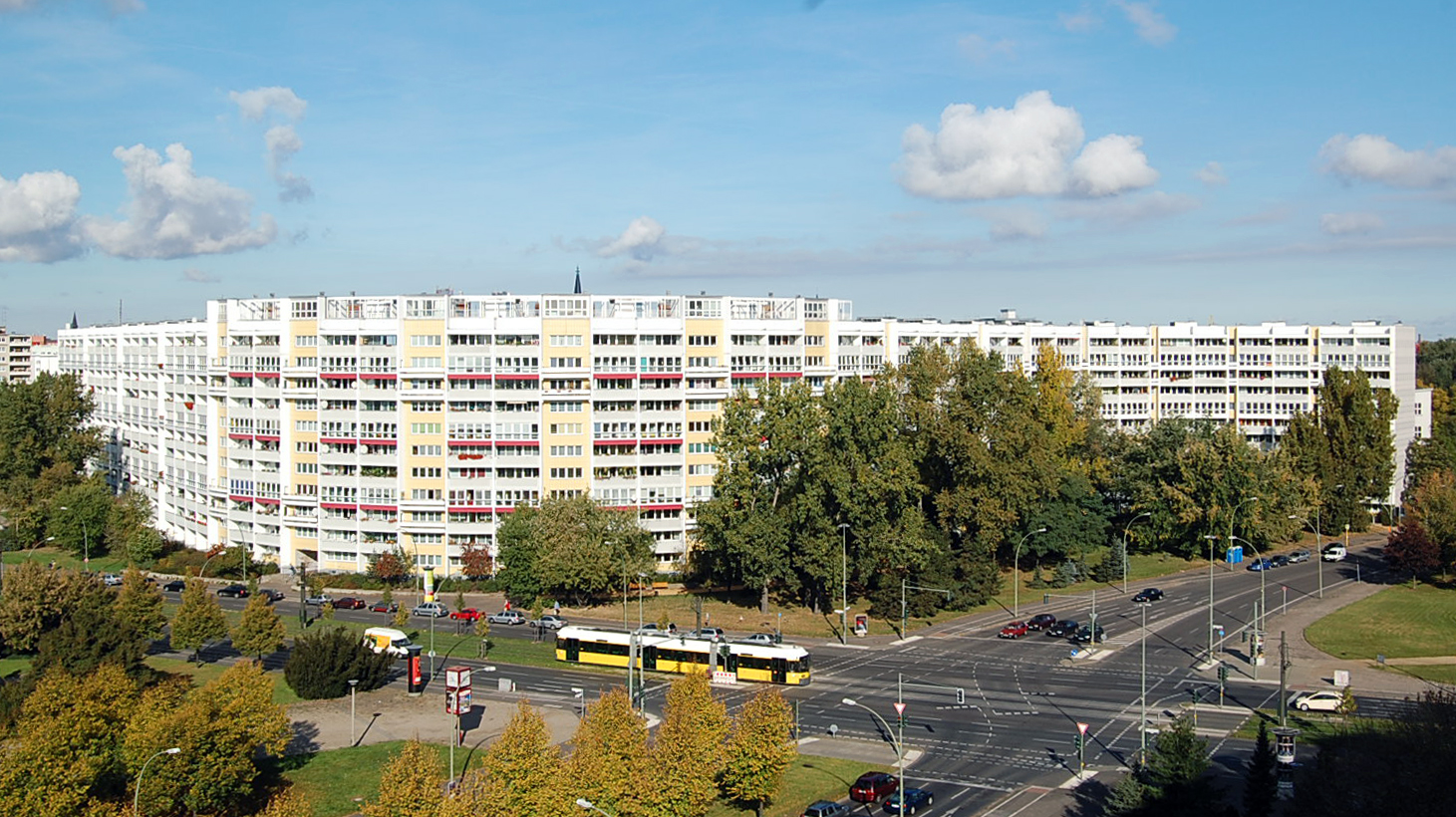
„Schlange“, 2007

Die an der Nordwestecke des Platzes liegende Schlange ist grundsätzlich von gleicher Bauweise wie der Bumerang, allerdings mit rund 300 Metern länger. Der Grundriss ist zweifach gekurvt, sodass der Bau eine Schlangen- oder S-Form erhält. Das Haus hat 484 Wohnungen und trägt in seiner Kurve sechs statt vier Atelierwohnungen. Im Zuge der Sanierung wurden hier die Waschbetonbrüstungen der Loggien gegen strukturierte Faserbetonplatten ausgetauscht. Dies, sowie einige weitere Konzessionen, lassen die Schlange etwas stärker vom Urzustand abweichen als den Bumerang, bei dem diese Merkmale noch erhalten geblieben sind.

### Doppelscheibe, Hausnummern 15–22

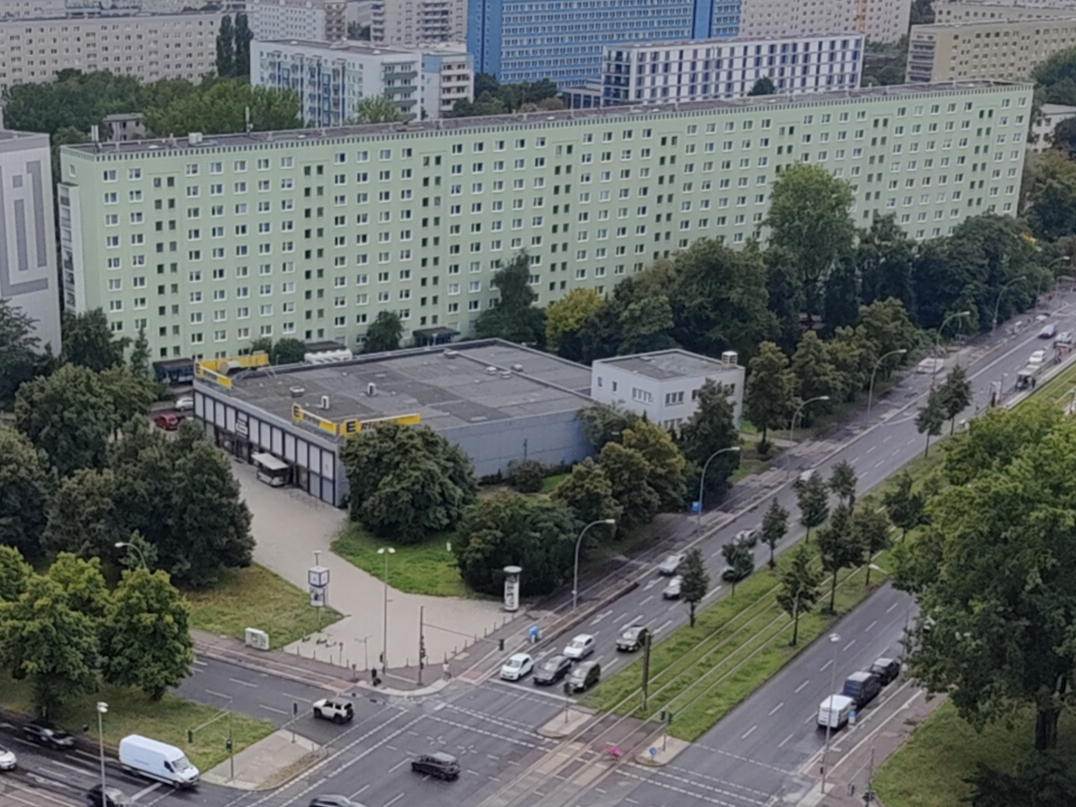
QP64 Doppelscheibe und Kaufhalle am Platz der Vereinten Nationen, 2024

Das 1966 errichtete Wohngebäude mit den Hausnummern 15–22 gehört städtebaulich und baugeschichtlich zum Wohngebiet an der Karl-Marx-Allee. Der zehngeschossige, hellgrüne Bau ist eine Wohnscheibe des Typs QP64 in der Version A104/V, ausgeführt als Doppelscheibe mit zweifacher Länge (ursprünglich war der Bau als einfache Lösung geplant, wurde aber bereits 1964 umprojektiert). Mit ihrer Länge schirmt sie das dahinterliegende Wohngebiet gegen Verkehrslärm ab und bildet Abschluss und Übergang des Platzes nach Süden. Sie hat 240 Wohnungen, davon 160 Zweizimmerwohnungen (á 54–63 m²) und 80 Dreizimmerwohnungen (á 72,5–74,5 m²). Das nach Norden geschlossene Gebäude hat an der Südseite sowie den beiden Giebeln Loggien an rund 140 Wohnungen. Seine Fassade wurde 1996 von Katrin Rönspieß saniert.

### Kaufhalle, Hausnummer 14
Als Hausnummer 14 wurde 1970 direkt vor der Doppelscheibe an der südwestlichen Straßenkreuzung eine Kaufhalle mit rund 1000 m² Verkaufsfläche nach Plänen der Architekten Günter Boy und Wolfgang Troitsch errichtet. Sie steht als eingeschossiger Solitär auf der Fläche. Grundlage war eine als Stabnetz-Faltwerk ausgeführte Stahlkonstruktion, die als „Typ Berlin“ in vielfältiger Form eingesetzt wurde, unter anderem für Werkshallen, Parkhäuser, Büros und Gaststätten. Der Bau war ursprünglich an der östlichen Eingangsseite sowie der Nordseite vollständig, an der Südseite teilweise verglast, die Verglasung war durch schmale Stahl-Aluminium-Profile weiter gegliedert. Anfangs von der Handelsorganisation (HO) betrieben, wurde die Kaufhalle 1983 dem Centrum-Kaufhaus am Ostbahnhof angeschlossen. Eine noch vom Centrum für 1989 geplante Sanierung wurde nach der Wende und Übernahme durch den neuen Besitzer, den Hertie-Konzern, ausgeführt. Heute wird in der Kaufhalle ein Edeka-Markt betrieben.

### Wohnhaus, Hausnummer 22a
Nach Planungen, die bis ins Jahr 2017 zurückgehen, wurde im Zuge einer Nachverdichtung 2022 unmittelbar an einen Supermarkt an der Mollstraße am westlichen Rand des Platzes ein Wohnhaus mit 40 Wohnungen errichtet, geplant und ausgeführt vom Berliner Architekturbüro Dr. Krause. Es trägt die Hausnummer 22a.

### Lenindenkmal

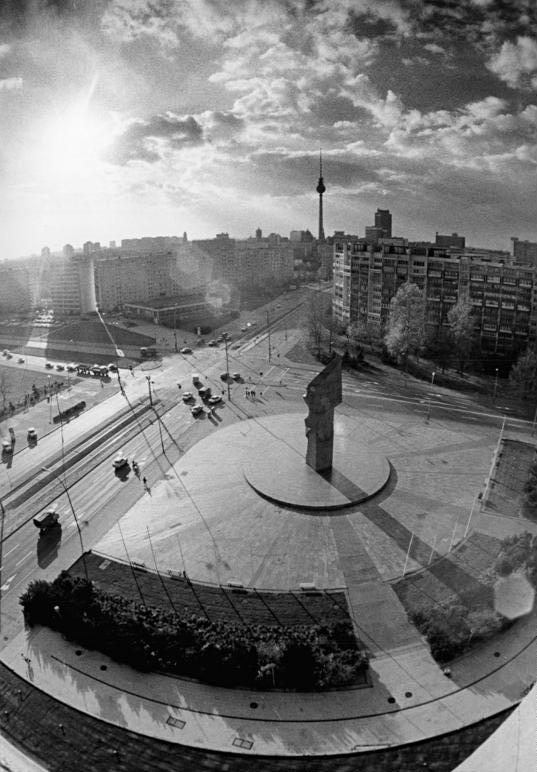
Lenindenkmal vor dem Wohnhochhaus am Leninplatz, 1977

Das Lenindenkmal wurde von Nikolai Tomski, dem Präsidenten der Akademie der Künste der Sowjetunion, entworfen und sollte die Bedeutung Lenins für das deutsche Volk widerspiegeln. 19 Meter hoch und aus rotem Granit gefertigt, stand es zentral vor dem Wohnhochhaus und zeigte Lenin stehend, hinter ihm den Ausschnitt einer wehenden Fahne. Der umgebende Sockel mit einem Durchmesser von 26 Metern ging über in eine Freifläche aus strahlenförmig wechselnd hellem und dunklem Granit und wurde von Hochbeeten begrenzt. Tomski hatte mit den Planern Kontakt gehabt und passte den Umriss der Fahne an die Höhenstaffelung des Hochhauses an und nahm mit der Farbe des Materials dessen Fassadenverkleidung auf.

## Rezeption
Mit der Bebauung des Platzes sollte ein neuer Teil des sozialistischen Stadtzentrums Ost-Berlins entstehen. Die Gestaltung des Platzes knüpfte an westeuropäische Vorbilder an. Es gelang der DDR hiermit, sich „in den internationalen Städtebau“ zu integrieren, „ohne aber auf eine inhaltliche sozialistische Orientierung zu verzichten.“ Insbesondere die beiden kurvenförmigen Bauten gelten als künstlerischer Qualitätssprung der DDR-Architektur. Der Platz gilt heute als einer der „Höhepunkte des DDR-Städtebaus“ und „beeindruckendes Beispiel der Architekturmoderne“. Die markante Komposition und bemerkenswert prägnante Gestalt stehe „stellvertretend für die [in der DDR] seit der zweiten Hälfte der 1950er Jahre begonnene und in den 1960er Jahren voll ausgeprägte Hinwendung zur Spätmoderne“ und als „letzte Stufe des programmatischen DDR-Städtebaus“. Das Dehio-Handbuch hebt die „spielerische Leichtigkeit“ der geschwungenen Plattenbauten mit ihren Loggien hervor. Kritisch äußerte sich hingegen Uwe Altrock, der dem Ensemble einen „hohen Grad an Standardisierung und […] Maßstabslosigkeit“ attestierte, „dem auch die immer wieder erwähnten entwurflichen Feinheiten wie Atelierwohnungen und farblich gestaltete Loggien an ‚Bumerang‘ und ‚Schlange‘ […] wenig“ helfen, es stelle „heute eine vorstädtisch anmutende, verkehrsumtoste, in der Unverständlichkeit ihrer Inszenierung befremdliche Gesamtanlage dar“.
1995 wurde der Platz (ohne die Südwestseite) unter Denkmalschutz gestellt und ist seither in der Berliner Landesdenkmalliste eingetragen. Die Sanierung konnte den Charakter der Bauten wahren, für die Sanierung der „Schlange“ erhielt die WBM 1997 den Deutschen Bauherrenpreis „Modernisierung“.